# Рендсбургская петля

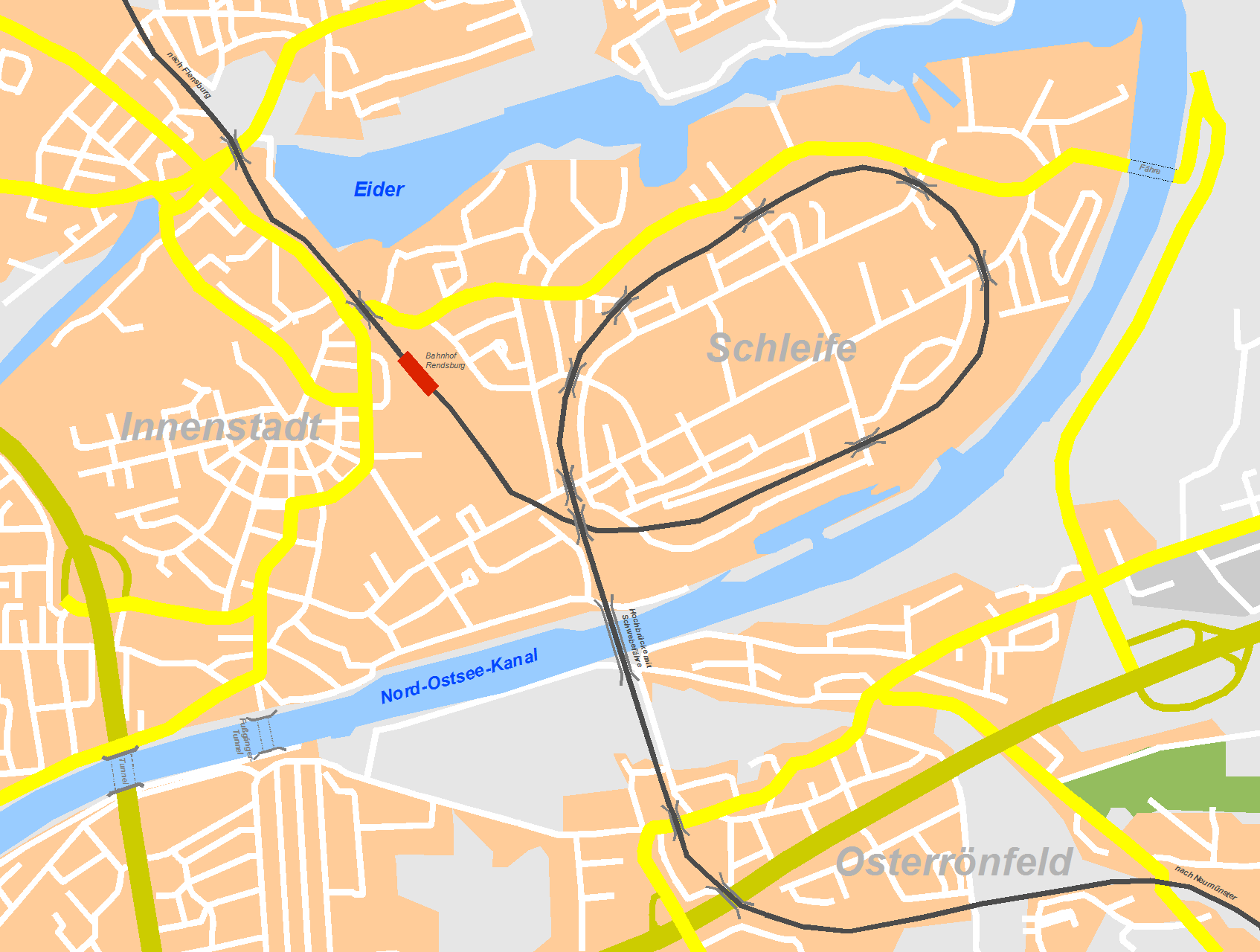
Карта петли

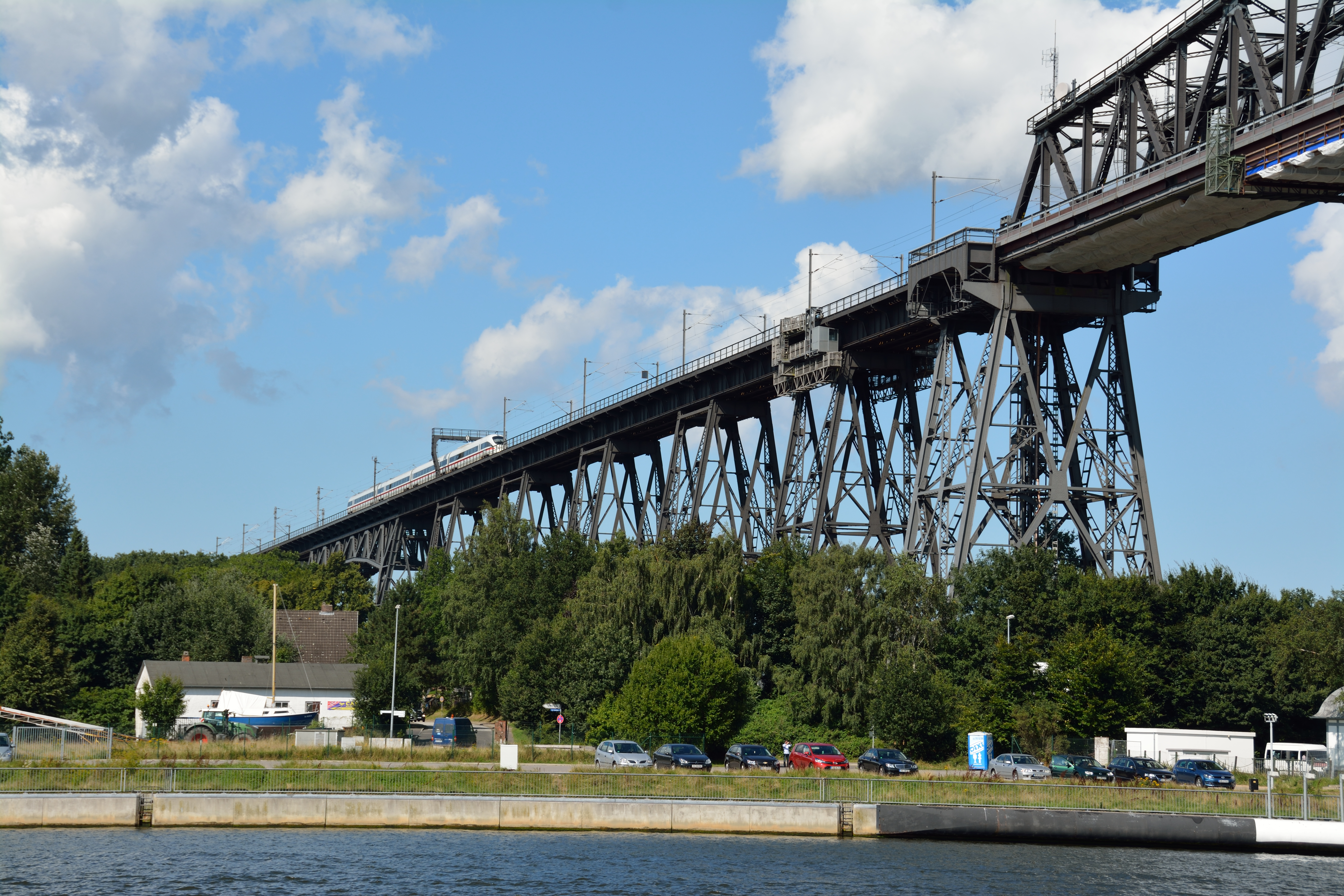
Поезд на Рендсбургской петле

Рендсбургская Петля (нем. Rendsburger Schleife) — высокая спиральная железная дорога в Рендсбурге в Шлезвиг-Гольштейне (Земли Германии), соединяющая Рендсбургский высокий мост через Кильский канал на линии Ноймюнстер — Фленсбург со станцией Рендсбург.

## Строительство
Первоначально над Кильским каналом в 1890-х годах был построен поворотный мост. В 1913 году, при расширении канала, он был заменён Рендсбургским высоким мостом высотой 42 метра, который удовлетворяет требованиям для беспрепятственного судоходства по каналу. В то же время было необходимо обеспечить доступ поездов к станции Рендсбург, которая расположена слишком близко к каналу, всего в 600 метрах, и железная дорога проходит в этом месте высоко по насыпи. Близ северной оконечности моста для станции Рендсбург была, таким образом, построена петлеобразная насыпь протяжённостью 4,5 км, охватывающая один из районов города. Железнодорожный вокзал Рендсбурга был поднят на 4,50 м от прежней отметки.
Район Рендсбурга, в котором была построена петля, назван Schleife (нем. «петля»).